# 塞尔希奥·皮萨诺
塞尔希奥·皮萨诺·佩雷拉（西班牙語：Sergio Pisano Pereira，1941年6月13日—2017年7月17日），乌拉圭男子篮球运动员，曾代表乌拉圭参加1964年夏季奥林匹克运动会男子篮球比赛，并获得第八名。